# جمهور

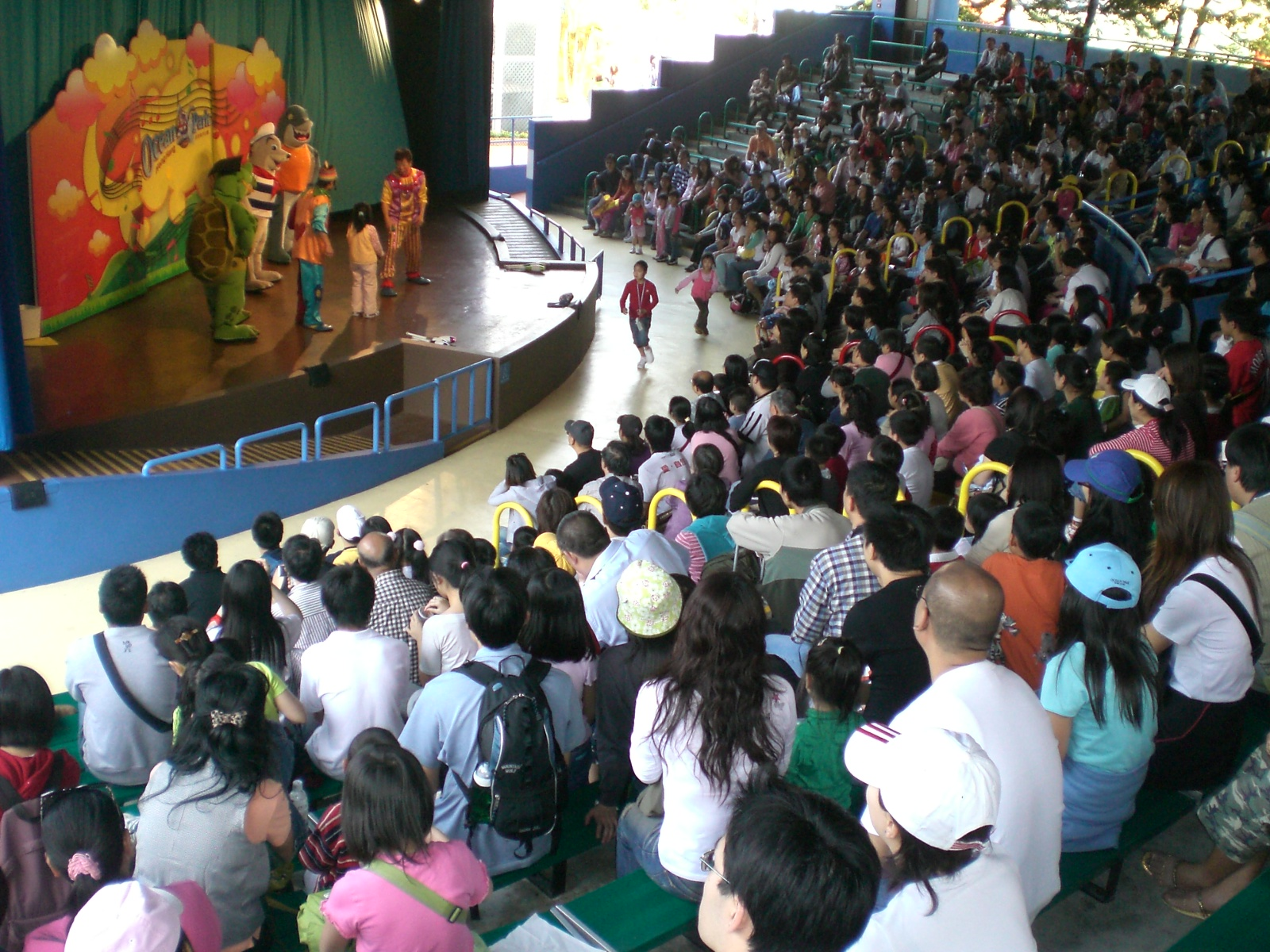
جمهور

الجمهور مجموعة من الناس تتلقى عملاً ما موجهاّ إليها. وغالباً ما يكون هذا العمل رياضياً أو فنياً أو خطابياً أو كتابياً. ويتراوح عدد الجمهور عادةً من بضع عشرات كما في الاستوديو ضمن برامج التلفزة أو عدة مئات كما في خطبة الجمعة أو عشرات الألوف في مباريات كرة القدم والحفلات الموسيقية، إلى عدد غير محدد بالبث عبر وسائل الإعلام والإنترنت. والواحد من الجمهور هو المتلقي أو المتفرج. ولا يُقبل منه التدخل في العمل أو تعطيله ولا يُسمح له بذلك إلا نادراً.
وأما مفهوم الجماهير -ج. جمهور- في نظر غوستاف لوبون؛ فهي: "تكتل من البشر يمتلك خصائص جديدة مختلفة جدا عن خصائص كل فرد يشكله، وفيه تنطمس الشخصية الواعية للفرد، وتصبح افكار الوحدات الصغرى المشكلة للجمهور، موجهة في نفس الاتجاه، وتصبح كينونة واحدة، خاضعة لـ(قانون الوحدة العقلية للجماهير)".
وقد يحصل أرباب العمل على دخل ماليّ من الجمهور؛ وذلك مثلاً ببيع تذكرة لدخول المتفرج، أو بتحصيل ثمن بث العمل عبر قنوات إعلامية، وهو ثمن يتأتى عن طريق مزج العمل بالإعلانات التجارية أو بثه عبر قنوات مرمزة إلى من يدفع مقابل المشاهدة أو الاستماع. كما يمكن لهم بيع العمل أو تأجيره متمثلاً في نُسَخ كتاب مطبوعة أو أقراص ضوئية، أو بواسطة طُرُق إلكترونية عبر الإنترنت.

## الجمهور لغة
فعل جمهر يعني كما قال الكسائي: «إِذا أَخبرت الرجل بطرف من الخبر وكتمته الذي تريد»
الجمهور : «الجمهور هو الرمل الكثير المتراكم الواسع» لسان العرب وقال الأصمعي: هي الرملة المشرفة على ما حولها المجتمعة. والجُمْهُورُ والجُمْهُورَةُ من الرمل: ما تعقَّد وانقاد.. «وفي التهذيب: جَمْهَرَ الترابَ إِذا جمع بعضه فوق بعض..»

## اقرأ أيضا
- جمهورية
- ولاء المشجع
- تصفيق مع الوقوف

## المصدر
الشيخ الشنقيطي في شرح "زاد المستقنع"